# 红联谊农村居民点
红联谊农村居民点（俄语：Краснобратское сельское поселение）是俄罗斯联邦沃罗涅日州卡拉切耶夫斯基区所属的一个农村居民点。其下辖有2个居民点，行政中心为普里希布。据2016年统计，该农村居民点的人口为1922人。